# Distrito electoral de Turkey Creek (condado de Saline, Nebraska)
Turkey Creek (en inglés: Turkey Creek Precinct) es un distrito electoral ubicado en el condado de Saline en el estado estadounidense de Nebraska. En el Censo de 2010 tenía una población de 93 habitantes y una densidad poblacional de 1 personas por km².

## Geografía
Turkey Creek se encuentra ubicado en las coordenadas 40°34′4″N 97°18′42″O / 40.56778, -97.31167. Según la Oficina del Censo de los Estados Unidos, Turkey Creek tiene una superficie total de 93.13 km², de la cual 93.13 km² corresponden a tierra firme y (0%) 0 km² es agua.

## Demografía
Según el censo de 2010, había 93 personas residiendo en Turkey Creek. La densidad de población era de 1 hab./km². De los 93 habitantes, Turkey Creek estaba compuesto por el 100% blancos, el 0% eran afroamericanos, el 0% eran amerindios, el 0% eran asiáticos, el 0% eran isleños del Pacífico, el 0% eran de otras razas y el 0% pertenecían a dos o más razas. Del total de la población el 0% eran hispanos o latinos de cualquier raza.